# José María Gil-Robles
José María Gil-Robles y Quiñones (Salamanca, 27 de noviembre de 1898-Madrid, 14 de septiembre de 1980) fue un político y abogado español, diputado en las Cortes republicanas entre 1931 y 1939, y ministro de la Guerra en 1935.

## Biografía

### Formación
José María Gil Quiñones nació el 27 de noviembre de 1898, hijo de Enrique Gil y Robles y de Petra Quiñones Armesto. Su padre fue político carlista y catedrático de derecho en la Universidad de Salamanca; y su tío abuelo fue el escritor Enrique Gil y Carrasco. Se licenció en Derecho en la Universidad de Salamanca a los veintiún años, siguiendo la carrera jurídica y la vocación universitaria ejercidas por su padre. Militó desde su juventud en organizaciones políticas y sociales católicas, como la Asociación Católica Nacional de Propagandistas donde ingresó el 2 de febrero de 1920.
Doctorado en la Universidad Central de Madrid, obtuvo en 1922 la cátedra de Derecho Político en la Universidad de La Laguna, Tenerife. A su regreso a Madrid formó parte relevante de la redacción del diario católico El Debate, dirigido por Ángel Herrera Oria. Secretario de la Confederación Nacional Católico-Agraria y en 1922 se integró en el Partido Social Popular, liderado por Ángel Ossorio y Gallardo.

### Durante la dictadura de Primo de Rivera (1923-1930)
Un año más tarde, iniciada la dictadura del general Miguel Primo de Rivera, colaboró con José Calvo Sotelo, director general de la Administración Local, en la redacción del Estatuto Municipal. 

### La República (1931-1936)
Presentado en las candidaturas del Bloque Agrario, fue elegido diputado en las primeras elecciones de la Segunda República, celebradas en junio de 1931, dos meses después de la proclamación de ésta. Intervino en las Cortes Constituyentes, en las que destacó por su oposición a la política religiosa del nuevo régimen republicano desde su calidad de miembro de la comisión redactora del proyecto constitucional.
Intervino en el debate de la cuestión religiosa en la Constitución de 1931 en defensa de la línea católica “posibilista” preconizada por el cardenal Francisco Vidal y Barraquer, en el que (según el historiador Manuel Álvarez Tardío) tras recordar el rechazo de los católicos al principio de la libertad de conciencia, se mostró dispuesto a aceptar, con matices, la declaración del laicismo del Estado, siempre que se reconocieran los “derechos de la Iglesia”, incluidos los de las órdenes religiosas. Su intervención concluyó con una advertencia:

Nosotros entendemos que el proyecto constitucional, tal como viene redactado es un proyecto de persecución religiosa y, por consiguiente, nosotros en estas condiciones no podemos aceptarlo... Afirmamos que, dentro de la legalidad, sin violencias, sin apelaciones a la fuerza, sin guerras que nuestra doctrina nos prohíbe, declararemos hostilidad al proyecto de Constitución en la hipótesis que se aprobara una medida persecutoria, tanto en el texto constitucional como en potencia para el porvenir; que, desde el momento en que se aprobara un texto de esta naturaleza, por nuestra parte declararíamos abierto un nuevo periodo constituyente (Grandes rumores)

En 1931 pasó a militar en Acción Nacional, creada poco antes por Ángel Herrera Oria y rebautizada en 1932 como Acción Popular, cuando Gil-Robles era ya uno de sus principales dirigentes.

Defendió la postura del accidentalismo, según la cual lo importante no era la forma del Estado (monarquía o república), sino que este defendiera los intereses de la Iglesia. Esto chocó con otras posiciones derechistas, que se declararon opuestas a la República desde el principio.

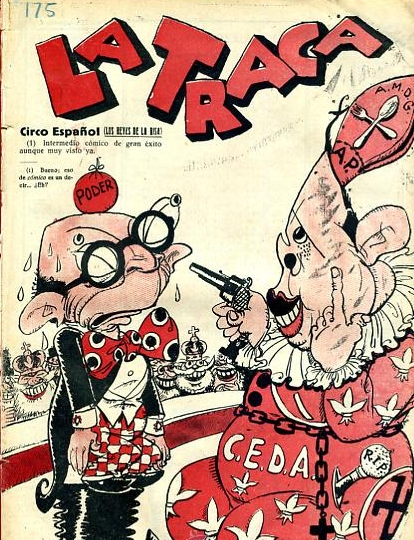
Caricatura del periódico satírico La Traca sobre la presión a la que se vio sometido el gobierno de Ricardo Samper (a la izquierda bajándose los pantalones) por el líder de la CEDA José María Gil Robles (a la derecha con una pistola en la mano, ceñido con un cíngulo de monje y tocado con una mitra que lleva las siglas A.M.D.G., lema de los jesuitas, y A.P., siglas de Acción Popular). El texto dice: "Circo Español (LOS REYES DE LA RISA). (1) Intermedio cómico de gran éxito aunque muy visto ya. (1) Bueno, eso de cómico es un decir... ¿Eh?". Al fondo monarcas coronados riéndose.

A finales de febrero y principios de marzo de 1933 participó en la creación de la Confederación Española de Derechas Autónomas (CEDA), al integrar en ella a Acción Popular. En septiembre de 1933 asistió como observador al congreso de Nurémberg, donde estudió la propaganda nazi. En los discursos electorales de la campaña para elecciones de noviembre de 1933 afirmó que la democracia era simplemente el «medio» para llegar al estado corporativo:

Nuestra generación tiene encomendada una gran misión. Tiene que crear un espíritu nuevo, fundar un nuevo Estado, una Nación nueva; dejar la Patria depurada de masones, de judaizantes. (...) Hay que ir a un Estado nuevo, y para ello se imponen deberes y sacrificios. ¡Qué importa que nos cueste hasta derramar sangre!
Discurso en el cine Monumental el 15 de octubre de 1933, durante la campaña electoral.

Su nuevo partido obtuvo la victoria en los comicios, pero con una escasa mayoría (115 escaños de 450), lo cual le imposibilitaba para formar gobierno en solitario. Apoyó al nuevo gabinete presidido por Alejandro Lerroux desde ese mismo mes, así como a los siguientes, encabezados también por otras figuras del Partido Republicano Radical de Lerroux.
A finales de 1933, como nuevo presidente de la Junta Central del Tiro Nacional de España (una sociedad deportiva para la educación ciudadana en armas de guerra), Gil-Robles trató de transformar esta asociación apolítica en una milicia contrarrevolucionaria afín a sus postulados. El gobierno de Lerroux reaccionó decretando, el 17 de enero de 1934, la pérdida de todo carácter oficial para esta organización (incluida la supresión de subvenciones estatales).
Pese a realizar ciertas manifestaciones públicas profascistas, el historiador Javier Tusell señala sin embargo en su obra Historia de España en el siglo XX (1998): «Gil Robles hizo a menudo declaraciones imprudentes, pero cuando resumió por escrito su ideario en esta época lo hizo identificándose con la derecha conservadora y moderada francesa y no con Mussolini». Siguiendo una línea semejante a la de Tusell, Stanley G. Payne va más allá y afirma en su libro El colapso de la República (2006) que Gil Robles incluso sentía temor por el fascismo: «La católica CEDA, aunque grande, no podía en realidad convertirse en un partido fascista pues a su jefe, Gil Robles, de hecho le daba miedo el fascismo».

#### Ministro de la Guerra

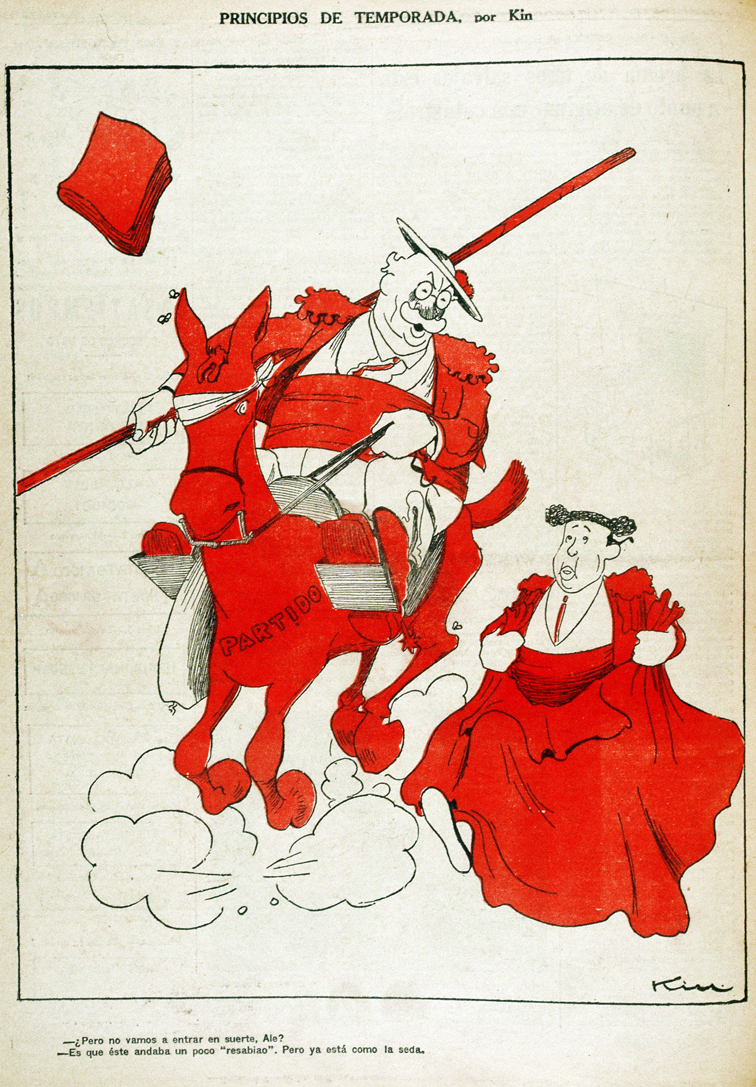
"Principios de temporada". Caricatura de Kin publicada en Gracia y Justicia en los primeros meses de 1934 en la que aparecen Alejandro Lerroux, como picador, y Gil Robles, como matador. Gil Robles (el matador) le dice a Lerroux: "¿Pero no vamos a entrar en suerte, Ale?". Lerroux (el picador) le contesta: "Es que este andaba un poco 'resabiao'. Pero ya está como la seda".

El 6 de mayo de 1935 fue nombrado ministro de la Guerra por Lerroux, cargo desde el que promocionaría a varios militares que terminarían teniendo un gran protagonismo durante la posterior Guerra Civil. Así, ordenó que el general Francisco Franco se hiciera cargo del mando del Estado Mayor Central, el general Emilio Mola volviera al servicio activo y tomara el mando de las fuerzas del Protectorado español de Marruecos, el general Joaquín Fanjul fuera nombrado subsecretario y se ascendiera a general de brigada al bilaureado coronel José Enrique Varela. Como contrapartida, desaparecieron del ministerio los hombres de Manuel Azaña, se restablecieron los Tribunales de Honor y se autorizaron los actos religiosos en los cuarteles.
De gran importancia fue la reunión que mantuvo Gil Robles con el generalato el 11 de mayo de 1935 en la sede del ministerio. Participaron Cabanellas, Villabride, Gómez Morato, La Cerda, Villegas, Riquelme, Peña, Sánchez Ocaña y Molero; los inspectores Rodríguez del Barrio y Núñez de Prado, los generales Fanjul y Franco, así como el Jefe de Estado Mayor Loniega.

Gil Robles también nombró a muchos militares de la antirrepublicana Unión Militar Española (UME) para cargos relevantes, como el capitán Luis López Varela que estuvo al frente del Servicio Interior de los Cuerpos (un servicio secreto militar creado por el general Franco para combatir la «infiltración comunista»). En un memorando secreto entregado a Mussolini por el líder de Renovación Española Antonio Goicoechea en la reunión que mantuvieron en Roma el 11 de octubre de 1935, y en cuya redacción había intervenido la UME, se reconocía que desde la llegada de Gil Robles al Ministerio de la Guerra se había facilitado «el emplazamiento de personal de la organización en mandos, puestos y destinos de importancia y hasta capitales para la acción». «En la Administración central puede decirse que esta toda ella intervenida. Por iniciativa de la Organización se han quitado mandos de verdadera importancia sustituyéndolos por personal adicto y en esta tarea se sigue laborando...». En el memorando se dejaba claro el compromiso y la disposición de la UME para acabar con la República si las izquierdas volvían al poder y sobre Gil Robles se decía que «por su tendencia populista es seguro que Gil Robles no se atreva a acaudillar un movimiento de este tipo desde el Ministerio de la Guerra, pero la U.M.E. lo hará en el momento que él abandone el Ministerio por el cambio de política indicado».

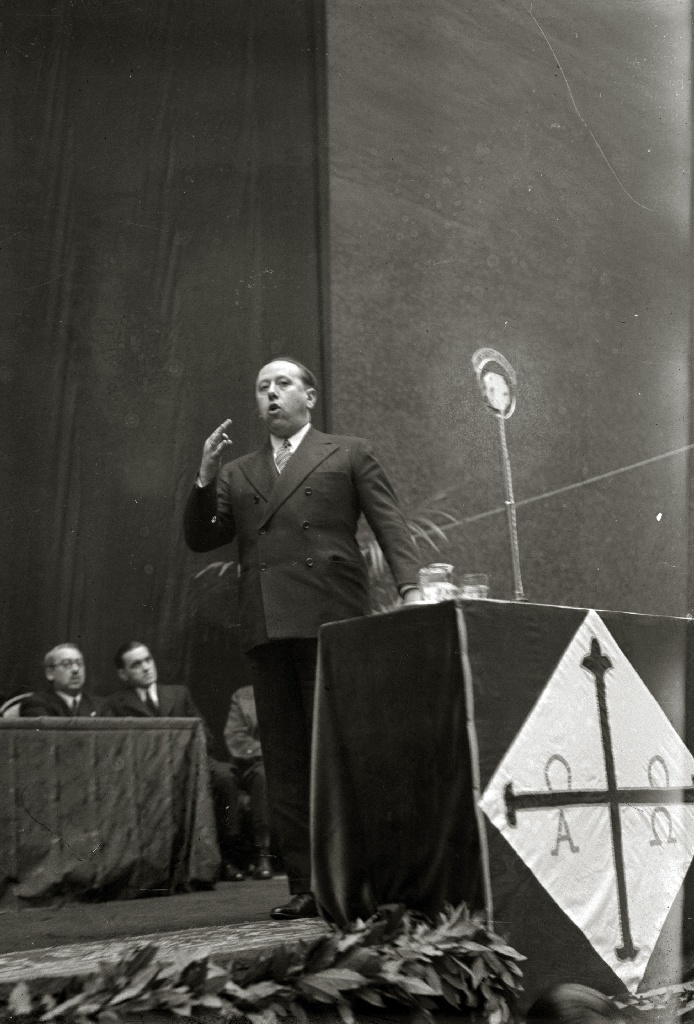
Fotografiado en un mitin de la CEDA en el Frontón Urumea de San Sebastián en 1935

El propio general Franco reconoció años después «que en este periodo se otorgaron los mandos que un día habían de ser los peones de la cruzada de liberación y se redistribuyeron armas en forma que pudiesen responder a una emergencia».
Prosiguió en el cargo de ministro de la Guerra en el gabinete siguiente, presidido desde septiembre de 1935 por el independiente Joaquín Chapaprieta, pero decidió a principios de diciembre romper la coalición radical-cedista, que gobernaba en España desde octubre de 1934, para reclamar al presidente de la República Niceto Alcalá Zamora que le nombrara presidente del gobierno y desde ese puesto dirigir la «revisión» de la Constitución de 1931, ya que el 9 de diciembre se cumplía el cuarto aniversario de la misma lo que permitía introducir reformas en su texto por mayoría absoluta y no por la mayoría reforzada de dos tercios requerida hasta esa fecha.
En los ocho escasos meses que dura su ministerio logra un mínimo rearme, dotando de cascos de guerra a las unidades, proyectando una fábrica de aviones en Guadalajara y potenciando la Fábrica de Armas de Toledo, incluyendo 350 operarios para fabricar 800.000 cartuchos diarios.

#### Jefe de la oposición
Después de la victoria del Frente Popular en las elecciones de febrero de 1936 se convirtió en el jefe de la oposición parlamentaria, no sin antes intentar un golpe de fuerza, junto al general Franco, para que se declarase el estado de guerra e impedir el normal traspaso de poderes a los vencedores. Manifestó públicamente su aversión hacia la democracia inorgánica y el parlamentarismo, mostrándose partidario del establecimiento de «un Gobierno fuerte, un Gobierno autoritario, de plenos poderes». Sin embargo, su figura se vio cada vez más eclipsada por los postulados más radicales de José Calvo Sotelo, asesinado en la noche del 12 al 13 de julio de ese año. En la mañana del día 15 Gil-Robles pronunció un violento discurso ante la Diputación permanente de las Cortes en el que daba por rota la convivencia civil y acto seguido abandonó España y se dirigió a Francia. Expulsado de allí por el gobierno de Léon Blum, pasó a Portugal.

### Papel durante la guerra civil española
Se suele situar a finales de mayo de 1936 el momento en que la CEDA con Gil Robles al frente comenzó a cooperar con los conjurados, algo que ya estaban haciendo las JAP y las juventudes de la Derecha Regional Valenciana (DRV), partido integrado en la CEDA ―el secretario general de la DRV había ofrecido al «Director» Mola 1500 hombres para los primeros momentos del movimiento―. Así, a principios de julio Gil Robles entregó al general Mola medio millón de pesetas de los fondos electorales del partido y al mismo tiempo dio instrucciones a las organizaciones provinciales para que se pusieran al lado de los militares en cuanto estallase la rebelión alistándose en sus filas, ofreciendo una colaboración desinteresada y evitando las luchas por el poder con otras formaciones derechistas. 
Otro servicio a la conjura lo protagonizó Gil Robles en persona cuando también a principios de julio, por sugerencia de Mola, intentó convencer a un reticente Manuel Fal Conde, líder de la Comunión Tradicionalista, para que aceptara la incorporación de los carlistas a la sublevación cuyo inicio era inminente. Cuando esta se produjo, «los militantes del partido [la CEDA] se incorporaron al Ejército o colaboraron a título individual con los militares sublevados… y pasaron muchos de ellos a enrolarse en grupos milicianos propios uniformados con camisas pardas, en las raquíticas milicias de Renovación Española, en el Requeté o en las cada vez más nutridas filas de la Falange», afirma Julio Aróstegui. Pero Gil Robles nunca quiso comprometerse públicamente con la sublevación y por eso se negó a acudir a la reunión de diputados derechistas convocados por el general Mola que se iba a celebrar en Burgos el 17 de julio para que declararan faccioso al gobierno de Casares Quiroga y a las Cortes y para que pidieran la intervención militar. «Después de cinco años propugnando el legalismo, creía que esto sería “indecoroso”», comenta Paul Preston. Treinta años después Gil-Robles afirmó en sus memorias No fue posible la paz que no estuvo al corriente de la conspiración militar.
En Lisboa, a donde había llegado procedente de Biarritz, colaboró con el hermano del general Franco Nicolás Franco para asegurar la ayuda a la sublevación del dictador portugués Oliveira Salazar. Según Paul Preston, «Gil Robles desempeñó un papel vital organizando la adquisición de armas y otros suministros, propaganda y ayuda económica a la causa rebelde.[…] Llegó a establecer una relación tan estrecha con Oliveira Salazar que se convirtió en su intermediario habitual con Franco».
Sin embargo, en las diversas ocasiones que visitó la zona sublevada fue recibido con gran hostilidad al ser acusado de ser el responsable del estallido de la guerra civil por haber traicionado a la derecha con su postura «accidentalista» ―en Salamanca un grupo de falangistas intentaron agredirle y detenerle―. A pesar de todo siguió colaborando con la sublevación y defendiéndola públicamente dentro y fuera de España (como el artículo que escribió para el semanario católico británico The Universe en enero de 1937), incluso cuando la CEDA fue disuelta tras la promulgación por el Generalísimo Franco del Decreto de Unificación de abril de 1937. En esa ocasión le escribió una carta al general Franco con fecha de 22 de abril en nombre de Acción Popular, el partido hegemónico en la CEDA, en la que le decía que «pongo en sus manos toda la organización, tanto del partido absolutamente en suspenso, como las milicias ya militarmente organizadas». «Al hacerlo así, pienso interpretar con toda fidelidad el espíritu de los que desde 1931 murieron en la lucha ciudadana precursora de la epopeya actual». La carta terminaba diciendo: «pido a Dios guíe sus pasos para conducirnos a todos a la victoria cierta y a la salvación de la patria idolatrada».

### Conspirador por la monarquía

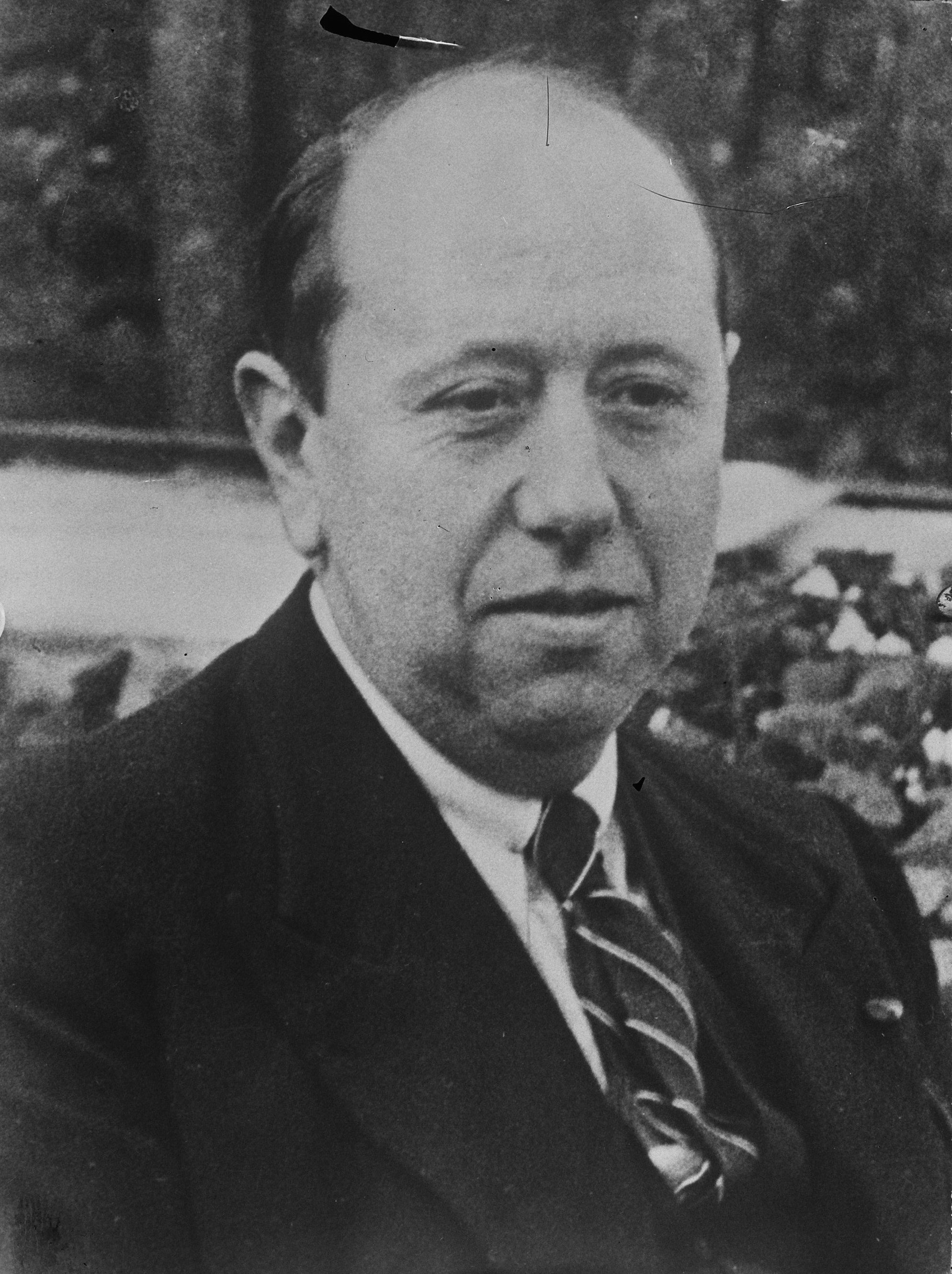
Gil Robles en 1962, año en que tuvo lugar el IV Congreso del Movimiento Europeo («Contubernio de Múnich»).

Finalizado en abril de 1939 el conflicto, apoyó la causa monárquica. Fue miembro del Consejo Privado del Conde de Barcelona (Juan de Borbón, padre del futuro rey Juan Carlos I) e intentó llegar a un acuerdo en 1948 con el líder socialista Indalecio Prieto para lograr la instauración de una monarquía parlamentaria en lo que se llamó el Pacto de San Juan de Luz. En 1953 regresó a España, donde apoyó a diversos opositores al régimen. Fue desterrado en 1962 por participar en junio de ese año en el IV Congreso del Movimiento Europeo en Múnich (el llamado Contubernio de Múnich), lo que le valió asimismo ser apartado del entorno del conde de Barcelona. El 4 de agosto de 1966 tuvo que declarar ante el Tribunal de Orden Público por haber coordinado y dirigido el libro Cartas del Pueblo Español. Si bien el caso quedó sobreseído, se mantuvo el secuestro de la obra.
Comenzó entonces a escribir una serie de libros de memorias, en el primero de los cuales, No fue posible la paz (1968), intentó explicar las causas que llevaron a la Guerra Civil y justificar su intervención en los acontecimientos anteriores a la misma.

### Vuelta a la política
Catedrático de la Universidad de Oviedo desde 1968, fue uno de los abogados de los sindicalistas de Comisiones Obreras (CCOO) en el conocido como Proceso 1001 y de Vilá Reyes en el caso Matesa de 1969. En 1972 ejerció como abogado defensor en Pontevedra en el caso Reace. En 1976 apareció otra de sus obras autobiográficas y de carácter político, La monarquía por la que yo luché.
Estas actuaciones en el ámbito de la oposición política moderada a la dictadura las compatibilizó con sus labores profesionales en el ámbito privado. Por una de ellas, en julio de 1973 fue condenado en ausencia en Italia a un año y seis meses de prisión por delito societario.

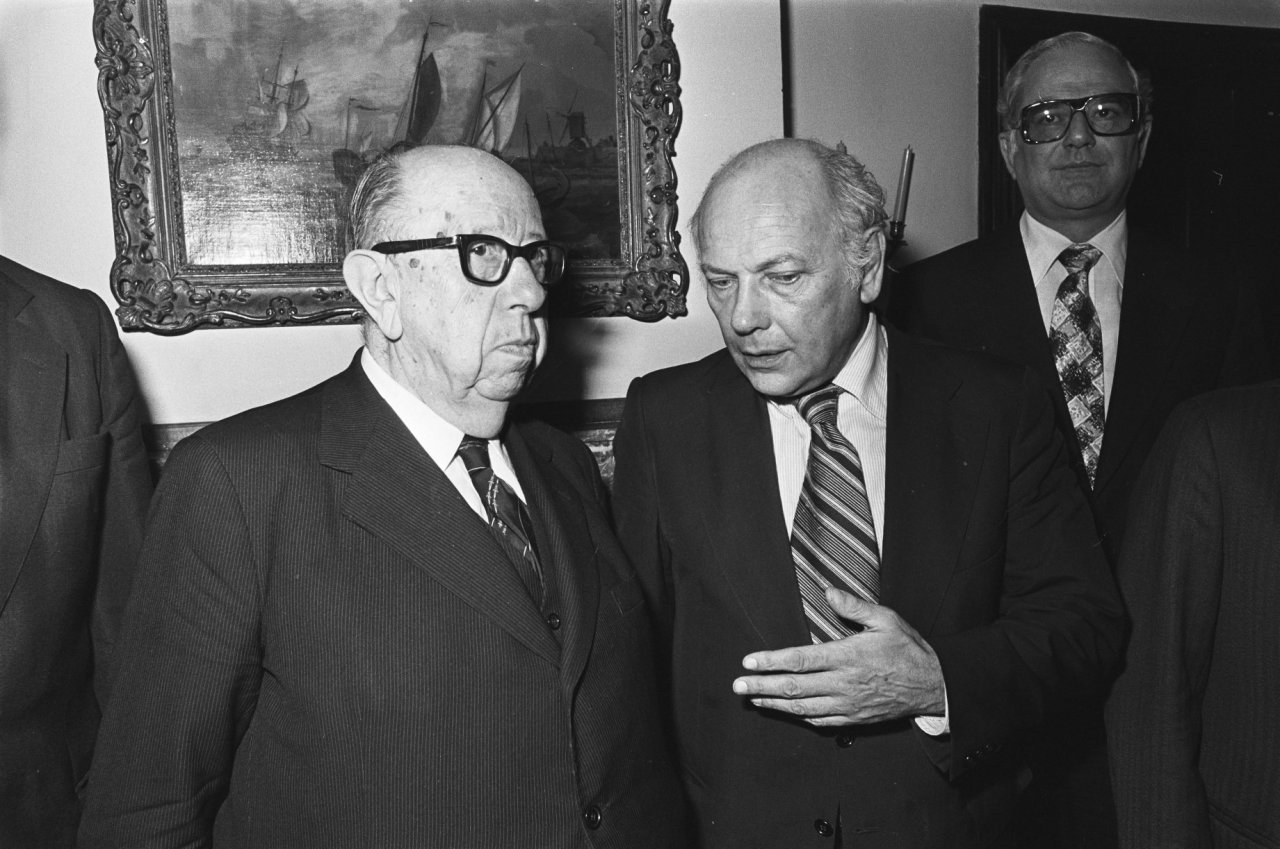
Fotografiado junto a Joop den Uyl en 1976.

Tras el fallecimiento de Francisco Franco en 1975, el inicio del reinado de Juan Carlos I y la Transición española, intentó recuperar su papel político defendiendo las posiciones tradicionales de la democracia cristiana europea. Estuvo apoyado en esta tarea por uno de sus hijos, José María Gil-Robles y Gil-Delgado.
Sin embargo, el fracaso de su partido, la Federación Popular Democrática (integrado junto al de Joaquín Ruiz-Giménez, Izquierda Democrática, en la Federación de la Democracia Cristiana) en las elecciones de 1977, en las cuales no obtuvo acta de diputado, le apartó definitivamente de la vida política. 
Su hijo José María Gil-Robles pasó posteriormente al Partido Popular (PP) y llegó a ser presidente del Parlamento Europeo. Otro de sus hijos, Álvaro Gil-Robles, fue defensor del Pueblo.
Estuvo casado con Carmen Gil-Delgado Armada.

## Obras
en español
- No fue posible la paz, Barcelona, Ariel, 1968.
- Por un Estado de derecho, Barcelona, Ariel, 1969.
- Pensamiento político, 1962-1969, Hergon, 1970.
- Discursos parlamentarios, Madrid, Taurus, 1971.
- Cicerón y Augusto: vigencia de un planteamiento político, Barcelona, Ariel, 1974.
- Marginalia política, Barcelona, Ariel, 1975.
- La monarquía por la que yo luché, Madrid, Taurus, 1976.
- La aventura de las autonomías, Madrid, Rialp, 1980
- con José María Gil-Robles y Gil-Delgado, Control y autonomías, Cívitas, 1986.
- con Enrique Gil Robles, Tratado de derecho político: según los principios de la filosofía y del derecho cristianos, 3ª ed., Madrid, Afrodisio Aguado, 1961-1963.

en francés
- L'Espagne dans les chaînes, L'Action paroissiale, 1937.
- con José Calvo Sotelo y Luis Jordana de Pozas, Question 3e: L'autonomie municipale, enquête au sujet des relations entre le pouvoir central et les pouvoirs locaux.

## Reconocimientos
- Gran Cruz de la Orden de San Raimundo de Peñafort (1998, a título póstumo)[36]